# Niveoscincus palfreymani
Niveoscincus palfreymani é uma espécie de réptil escamado da família Scincidae. Apenas pode ser encontrada na Austrália.